# گورستان س صومعه دل
گورستان س صومعه دل مربوط به هزاره اول قبل از میلاد است و در شهرستان ورزقان، بخش مرکزی، دهستان ازومدل جنوبی، ۳۳۰۰ متری جنوب غربی روستای صومعه واقع شده و این اثر در تاریخ ۲۸ شهریور ۱۳۸۶ با شمارهٔ ثبت ۱۹۵۸۰ به‌عنوان یکی از آثار ملی ایران به ثبت رسیده است.